# Млечник белый
Мле́чник бе́лый (лат. Lactárius músteus) — гриб рода Млечник (лат. Lactarius) семейства сыроежковые (лат. Russulaceae). Условно-съедобен.

## Описание
- Шляпка ∅ до 10 см, сначала выпуклая, потом воронковидная, мясистая, края тонко-опушённые, затем гладкие. Кожица гладкая, слизистая, желтовато-белая, в центре буроватая.
- Пластинки нисходящие по ножке, вильчато-разветвлённые, беловатые или кремовые, при надавливании темнеют.
- Споровый порошок бледно-жёлтый. Споры широко-овальные, орнаментированные.
- Ножка 3—7 см в высоту, ∅ 1—2,5 см, цилиндрическая, ровная, книзу суженная, полая, беловатого цвета.
- Мякоть белая, неедкая.
- Млечный сок белый.

## Экологияи распространение
Растёт в сухих сосновых и смешанных лесах, на песчаных почвах.
Сезон: август — октябрь.

## Синонимы

### Латинские синонимы
- Lactifluus musteus (Fr.) Kuntze 1891

## Пищевые качества
Гриб условно съедобен, употребляется в свежем и солёном виде после предварительного отваривания.